# Högdalenverket

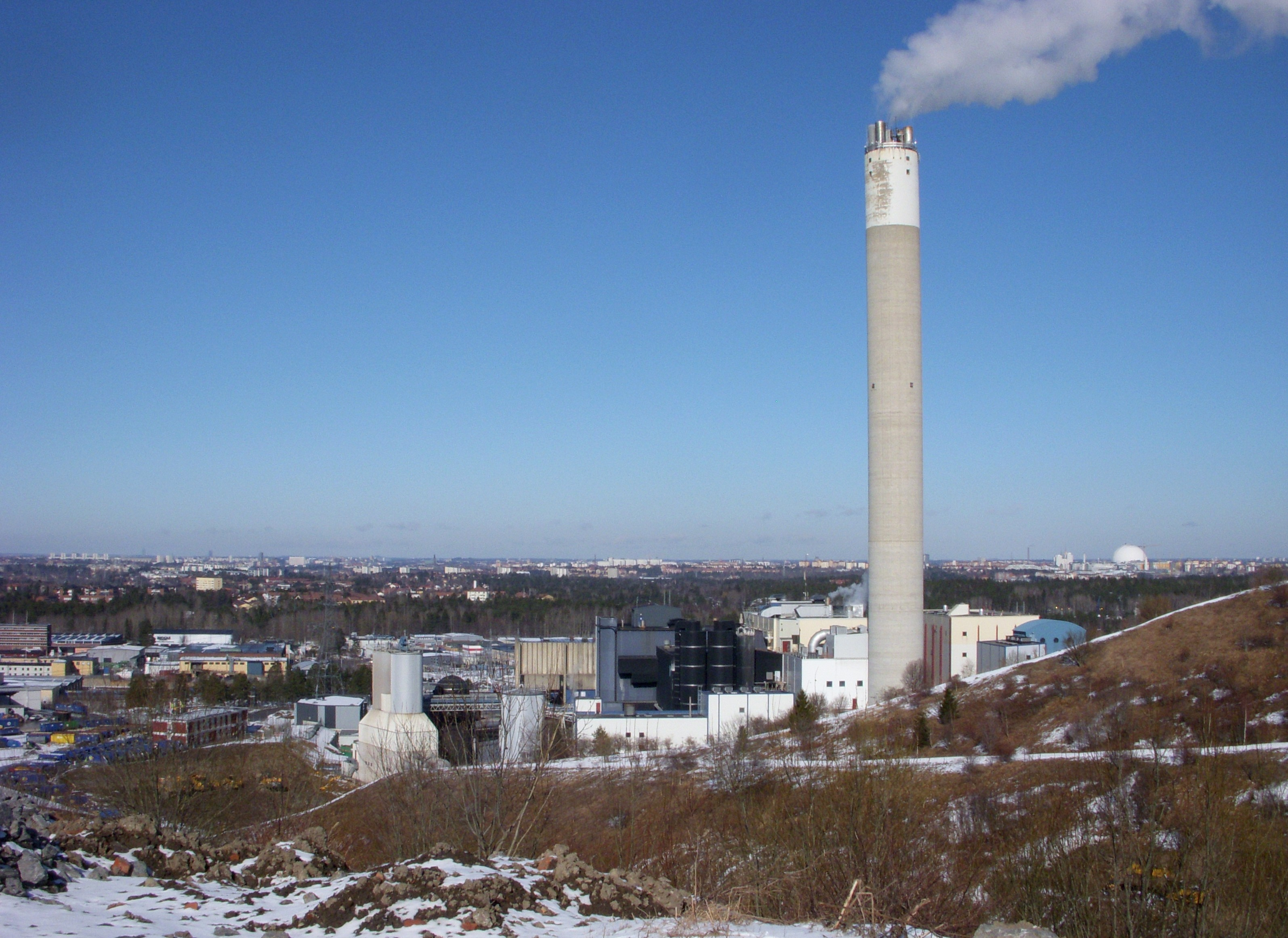
Högdalens kraftvärmeverk mars 2011.

Högdalenverket är ett kraftvärmeverk i Högdalens industriområde i Söderort inom Stockholms kommun, ägt av Fortum. Anläggningen producerar el och fjärrvärme genom avfallsförbränning. Det togs ursprungligen i drift 1970 och producerade då endast el. Fjärrvärmeproduktion inleddes 1979.

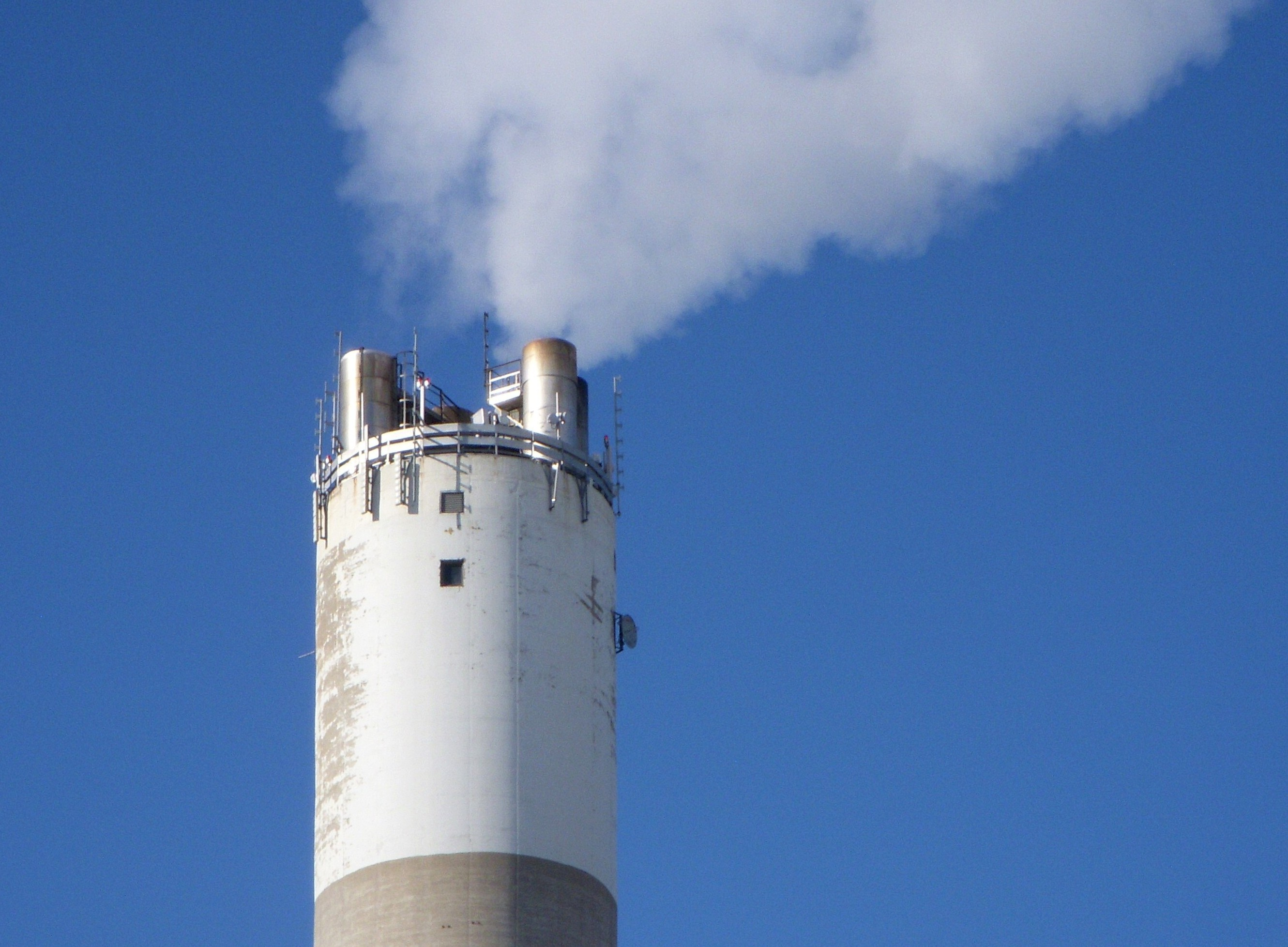
Skorstenstopp.

Högdalenverket uppfördes åren 1966 till 1970 efter ritningar av arkitekt Anders Berg som sopförbränningsanläggning. Idag (2009) har verket sex pannor, varav fyra avfallseldade, en CFB-panna, och en oljepanna, P1-2, som togs i drift 1969 levererade då ånga till en ångturbin. 1986 utökades verket med ännu en avfallseldad panna, P3, en så kallad rosterpanna. Utökande av bättre rening av rökgaser hade också gjorts.
År 1999 tillkom en CFB-panna (P6). 2002 togs beslut om bygge av ännu en avfallseldad panna. Det danska företaget Babcock-Wilcox Völund, fick uppgiften. 2005 togs pannan i drift. Rökgasreningen till pannan är levererad av franska LAB.
Oljepannan (P5) tillkom redan i slutet av 1970-talet, och används nu endast för spetslast.
Verket har för närvarande fyra avfallseldade pannor, en CFB-panna, en oljepanna och två turbiner. Man har också en elpanna, EP21. Vid full last på alla avfallspannor förbränner man cirka 80 ton avfall per timme.
Högdalenverket är tillsammans med det intilliggande ställverket en del av Stockholms kraftförsörjning och därför klassat som skyddsobjekt. 